# José da Costa Nunes
José da Costa Nunes (Candelária, 15 marzo 1880 – Roma, 29 novembre 1976) è stato un cardinale e patriarca cattolico portoghese.

## Biografia
Nasce da una famiglia di contadini, José da Costa Nunes e Felizarda Francisca Castro,  nel villaggio di Candelária, frazione del comune di Madalena, situato nella parte sudoccidentale dell'isola di Pico, la seconda per estensione delle nove isole che formano l'arcipelago portoghese della Azzorre, in pieno Oceano Atlantico.
Frequenta la scuola primaria nella sua parrocchia natale e, nel 1892, sostiene l'esame di ammissione agli studi superiori, presso il collegio di Horta, nella vicina isola di Faial.
Nel 1893 entra nel seminario vescovile di Angra do Heroísmo, nell'isola di Terceira, sede della diocesi che comprende l'intero arcipelago, riportando un brillante successo negli studi.
Il 1º giugno 1901 riceve la tonsura e gli ordini minori nella chiesa di Nostra Signora della Guida, posta accanto all'ex convento di San Francesco de Angra, da parte dell'ordinario diocesano Francisco José Ribeiro Vieira e Brito.
In questi anni è rettore del seminario delle Azzorre João Paulino de Azevedo e Castro, anch'egli originario dell'isola di Pico, che ricopre diversi altri incarichi quali arcidiacono della cattedrale ed economo diocesano, e che, secondo le norme del Patronato portoghese, viene presentato, il 26 maggio 1902, alla Santa Sede quale nuovo vescovo della diocesi di Macao, colonia portoghese nell'Impero cinese, dal Ministro della Marina militare e d'Oltremare, Jacinto Cândido da Silva, anch'egli azzorrano, suo compagno di studi all'Università di Coimbra.
Leone XIII ne conferma l'elezione nel concistoro del 9 giugno successivo, e il nuovo vescovo, dopo essere stato consacrato ad Angra il 27 dicembre di quell'anno, parte dalle Azzorre, il 6 febbraio 1903, accompagnato dal ventitreenne seminarista che ha convinto, superando la sua iniziale opposizione, a seguirlo in Cina quale suo segretario.
Dopo una sosta a Lisbona, i due religiosi ripartono, il 23 marzo, e, dopo aver visitato Lourdes e Roma, dove il novello vescovo viene ricevuto in udienza privata dal papa, proseguono per Bombay, Ceylon, Singapore, Malacca, e giungono a Macao il 4 luglio 1903.
Tre settimane dopo, il 26 luglio, viene ordinato sacerdote dallo stesso vescovo nella cappella del palazzo vescovile e celebra, il 31 dello stesso mese, la sua prima messa, nella chiesa di Sant'Agostino.
Ancora molto giovane, riceve diversi incarichi pastorali, quali quello di direttore dell'asilo per gli orfani della Santa Casa della Misericordia e di docente nel seminario di San Giuseppe, dimostrando anche notevoli qualità come oratore sacro, giornalista, conferenziere, scrittore, doti che dimostrerà molte volte nel lungo della sua lunghissima esistenza.
Il 14 luglio 1906, a ventisei anni, diviene vicario generale di Macao, carica che tiene fino al 1913, oltre che quella di governatore della diocesi dal 3 aprile 1907, e, di nuovo, dal 30 novembre 1910, a poco più di un mese dall'inizio della rivoluzione portoghese che porta alla separazione tra Stato e Chiesa, quando il suo vescovo è costretto a rifugiarsi a Canton, sulla terraferma.
Con un lungo viaggio, iniziato il 1º luglio 1911, visita, in sostituzione dell'ordinario impedito, il settore portoghese di Timor, che in quel momento fa ancora parte della diocesi, oltre che, di nuovo, Malacca e Singapore.
Fonda il giornale Oriente nel 1915, anno nel quale riceve, il 6 maggio, la nomina a vice-rettore del seminario diocesano.
Il 17 febbraio 1918 il suo vescovo, a 66 anni d'età, muore e, cinque giorni dopo, diviene vicario capitolare e lo rimane fino alla promozione all'episcopato.
Il 20 novembre 1920 il suo nome è proposto quale 19º vescovo di Macao e confermato da Benedetto XV nel concistoro del 16 dicembre successivo.
Torna nelle Azzorre per essere consacrato, nella chiesa principale di Horta, il 20 novembre 1921 dal vescovo di Angra, Manuel Damasceno da Costa, quale unico vescovo consacrante, assistito da Manuel Augusto Xavier, decano di Horta e Francisco Nunes da Rocha, decano di Madalena do Pico, sua parrocchia natale.
Soltanto il 4 giugno 1922 rientra a Macao e continua una vasta opera missionaria tanto che i cattolici, tra il 1918 e il 1940, passano da 30.000 a 50.000, inoltre si occupa dei problemi religiosi di Timor Orientale e della parte continentale, in territorio cinese, appartenente alla diocesi.
L'11 dicembre 1940, essendo deceduto da alcuni mesi il patriarca Teotonio Emanuele Ribeiro Vieira de Castro, da Costa Nunes viene promosso arcivescovo metropolita di Goa e Damão, colonia portoghese sulla costa occidentale della penisola indiana, cui è unito, dal 1º maggio 1928, il titolo arcivescovile di Cranganor, oltre ai titoli onorifici di primate d'Oriente, dal 15 marzo 1572, e di patriarca delle Indie orientali, dal 1º settembre 1886.
Scoppiata la seconda guerra mondiale, che presto si estende anche all'Asia, lascia Macao il 25 novembre 1941 e riesce a raggiungere la propria nuova sede soltanto il 18 gennaio 1942, iniziando subito la visita pastorale e continuando la sua opera anche nella nuova diocesi affidatagli.
Il 6 settembre 1946 è insignito della Gran Croce dell'Ordine dell'Impero Coloniale portoghese e il 29 agosto 1953, anche di quella dell'Ordine Militare di Cristo, cui, il 23 giugno 1962, si aggiungerà anche la Gran Croce dell'Ordine dell'Infante Don Henrique.
Il 23 dicembre 1950, gli viene affiancato un coadiutore con diritto di successione, nella persona di José Vieira Alvernaz, originario anch'egli dell'isola di Pico, al momento vescovo di Cochin in India, promosso arcivescovo titolare di Anasarta.
Il 16 settembre 1953 rassegna le proprie dimissioni da arcivescovo e viene trasferito alla sede arcivescovile titolare di Odesso, conservando, ad personam, il titolo di patriarca, ed è nominato contemporaneamente Vice Camerlengo di Santa Romana Chiesa.
L'incarico di cardinale camerlengo è vacante da oltre nove anni, e cioè dalla morte del cardinale Lorenzo Lauri l'8 ottobre 1941, e lo rimarrà fino a quando i cardinali, riunitisi nella prima congregazione dopo la morte di Pio XII, il 9 ottobre 1958, nomineranno un nuovo titolare per tale ufficio, il cardinale Benedetto Aloisi Masella.
Il 13 luglio 1953 diviene anche presidente del pontificio Comitato permanente per i Congressi Eucaristici Internazionali, succedendo al canadese Alexandre Vachon, arcivescovo di Ottawa, morto improvvisamente il 30 marzo precedente, e lavora alla preparazione del Congresso di Rio de Janeiro nel 1955 e di Monaco di Baviera nel 1960, conservando tale incarico fino alla nomina a cardinale.
Il 12 luglio 1960 diviene anche consigliere della Pontificia Commissione Centrale Preparatoria per il Concilio Vaticano II, e, in seguito, membro della stessa.
Viene creato cardinale da Giovanni XXIII, assieme ad altri nove presuli, il 19 marzo 1962, con il titolo presbiterale di Santa Prisca, ricevendo la berretta cardinalizia il 22 dello stesso mese.
Partecipa a tutte le sessioni del Concilio Ecumenico Vaticano II ed al Conclave del 1963.
Nel 1964 è legato pontificio per le celebrazioni del IV centenario dei Gesuiti a Macao e per l'arrivo dei missionari cattolici in quella città.
Nel maggio del 1967 è legato a latere per il cinquantesimo anniversario delle apparizioni di Fátima, ricevendo, il 13 maggio, papa Paolo VI venuto, in viaggio pastorale, alla Cova da Iria.
Nel suo testamento spirituale, datato 16 marzo 1970, giorno seguente il suo novantesimo compleanno, egli scrive, tra l'altro, che desidera "essere sepolto nella Chiesa di Sant'Antonio dei Portoghesi, se morirà a Roma, e nel cimitero di Horta, accanto ai suoi genitori, se morirà in Portogallo".
Il 1º gennaio 1971, in virtù dell'entrata in vigore del motu proprio Ingravescentem Aetatem, esce dal novero dei cardinali elettori.
Ricoverato nella Clinica Madonna di Fátima all'Ardeatino delle Suore Francescane Ospedaliere dell'Immacolata Concezione, riceve, il 13 agosto 1976, la visita di Paolo VI, proveniente dalla propria residenza estiva di Castelgandolfo.
In tale istituto muore il 29 novembre 1976, all'età di 96 anni ed 8 mesi, dopo oltre 73 anni di sacerdozio e 56 di episcopato.
Dopo le solenni esequie, celebrate nella Basilica Vaticana il 2 dicembre successivo, è provvisoriamente sepolto nel Cimitero del Verano, per poi essere inumato nella chiesa di Sant'Antonio dei Portoghesi, sempre in Roma.
Il 27 giugno 1997 i suoi resti sono stati trasferiti nella chiesa parrocchiale di Candelária, suo villaggio natale.

## Genealogia episcopale e successione apostolica
La genealogia episcopale è:
- Vescovo Geronimo do Barco, O.F.M.Ref.
- Arcivescovo Vicente da Soledade e Castro, O.S.B.
- Cardinale Francisco de São Luiz (Manoel Justiniano) Saraiva, O.S.B.
- Cardinale Guilherme Henriques de Carvalho
- Cardinale Manuel Bento Rodrigues da Silva
- Cardinale Inácio do Nascimento Morais Cardoso
- Arcivescovo António José de Freitas Honorato
- Vescovo Francisco José Ribeiro Vieira e Brito
- Vescovo António Alves Ferreira
- Vescovo Manuel Damasceno da Costa
- Cardinale José da Costa Nunes

La successione apostolica è:
- Vescovo José Filípe do Carmo Colaço (1956)